# Basílica del Llano del Olivar
La Basílica del Llano del Olivar (o Basílica de Algezares) está situada en la vertiente norte de la Sierra de Carrascoy, al pie de las estribaciones de la Cresta del Gallo en la pedanía murciana de Algezares (Región de Murcia, España).
Se encuentra en un área de gran interés arqueológico ya que en sus proximidades se ubican multitud de yacimientos como el Puntarrón Chico de Beniaján de época argárica, el Santuario Ibérico de la Luz, edificio religioso vinculado al poblado ibérico del Verdolay y la necrópolis del Cabecico del Tesoro; el tardorromano Martyrium de La Alberca, edificio único en su tipología en la península ibérica, o el bizantino Castillo de los Garres.
Todos esos monumentos demuestran la predominancia de ocupación humana en los rebordes montañosos del valle del Segura durante la prehistoria y la antigüedad.

## Historia
El Llano del Olivar, paraje junto a la antigua carretera que une las pedanías de Algezares y Los Garres, fue excavado por primera vez en el año 1934 por Cayetano de Mergelina y Luna, aunque tan sólo un 40% del yacimiento fue estudiado en aquel entonces.
En un principio fue datado en el siglo IV después de Cristo, época en la que se construyó el cercano Martyrium de La Alberca, aunque posteriormente fue considerada una construcción propia del siglo VI, de plena época tardorromana-visigoda.

## Descripción de la Basílica

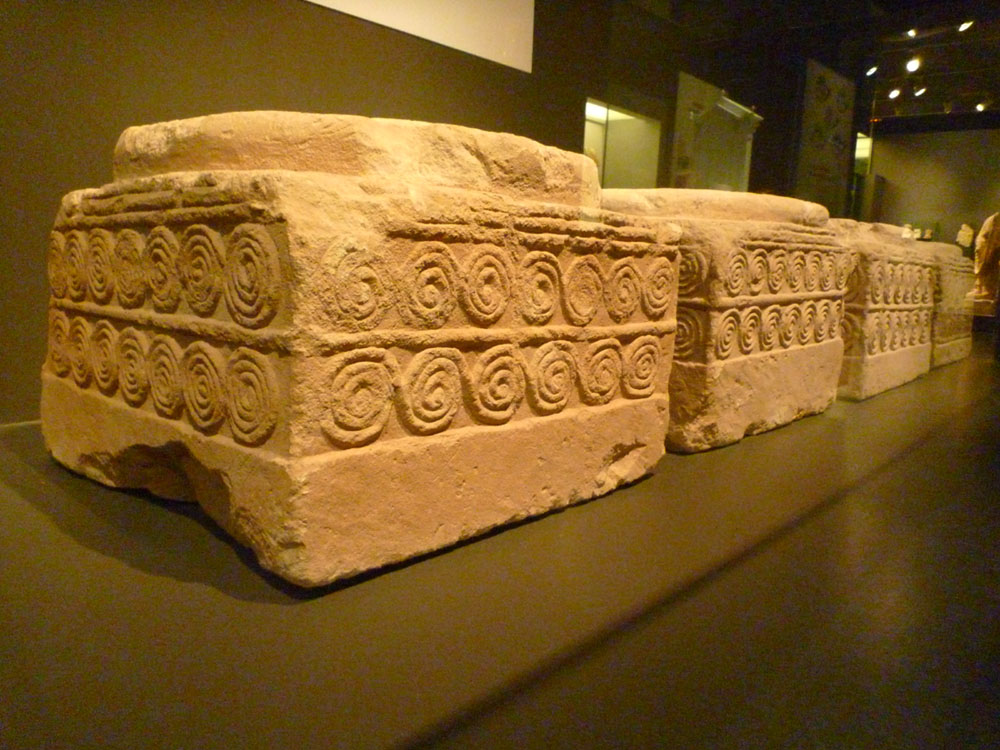
Basas procedentes de la Basílica de Algezares. (Museo de Arqueología de Murcia).

En las excavaciones se encontraron tres naves separadas por columnas, un ábside semicircular y un posible pórtico. Al lado izquierdo de la Basílica y adosado a ella se encuentra el baptisterio con su consignataria o tepidaria. En el centro, hay una piscina bautismal (casi octogonal) con escaleras a cada lado en piedra.
Como decoración en la Basílica encontramos celosías, restos del cierre del recinto, losas con decoración geométrica, barreteras decoradas, piñas decorativas, un salmer, dovelas, un sillar de jamba y varios ladrillos reutilizados correspondientes al hipocausto de unas termas.
La Basílica podría formar parte de una ciudad episcopal, que algunos autores identifican con la mítica Eio, que tras la llegada de los musulmanes y la firma del tratado de Teodomiro también se llamaría Tudmir. En el perímetro hay también indicios de un edificio porticado (que podría tratarse de un palacio episcopal monumental) y una necrópolis.

## Rito del bautismo en la Basílica
En primer lugar, había que bajar cuatro peldaños, renunciando antes a las pompas y obras de Satanás y a los siete pecados capitales para plantarse en el foso, que se conserva perfectamente en el sitio, a la intemperie. A continuación, los catecúmenos debían introducirse de cuerpo entero como signo de purificación. Actualmente, el rito es por aspersión, en una pila y se deposita agua con una escudilla en la cabeza del recién nacido. El obispo tenía que estar presente en el bautismo, ya que era el acto más importante. El neófito es acristianado en el baptisterio.